# Kızılkaya, Bucak
Kızılkaya là một thị trấn thuộc huyện Bucak, tỉnh Burdur, Thổ Nhĩ Kỳ. Dân số thời điểm năm 2010 là 2.212 người.